# 우시로가미히카레타이
우시로가미히카레타이(일본어: うしろ髪ひかれ隊)는 오냥코클럽 멤버 중 이쿠이나 아키코, 쿠도 시즈카, 사이토 마키코의 3명에 의해 1987년에 결성한 일본의 여성 아이돌 그룹이다.

## 멤버
- 이쿠이나 아키코
- 쿠도 시즈카
- 사이토 마키코

## 음반 목록

### 싱글
1. 時の河を越えて (1987년 5월 7일)
2. あなたを知りたい (1987년 8월 12일)
3. メビウスの恋人 (1987년 11월 11일)
4. ほらね、春が来た (1988년 2월 25일)
5. ご期待下さい! (1988년 4월 29일)

1~2번째 싱글은 오냥코클럽 시절, 3~5번째 싱글은 오냥코클럽 해산 후 시절

### 앨범

#### 오리지널 앨범
1. うしろ髪ひかれ隊 (1987년 9월 5일)
2. BAB (1988년 3월 21일)
  - 2008년 7월 16일에 "Myこれ!チョイス16 『BAB』 + シングルコレクション"이 발매.

#### 라이브 앨범
1. ほらね、春が来た FIRST CONCERT '88 (1988년 7월 6일)

#### 베스트 앨범
1. MYこれ!クション うしろ髪ひかれ隊BEST (2001년 12월 5일)
2. うしろゆびさされ組+うしろ髪ひかれ隊 SINGLESコンプリート (2007년 7월 18일)
3. Myこれ!Lite うしろ髪ひかれ隊  (2010년 4월 21일)
4. ザ・プレミアムベスト うしろ髪ひかれ隊  (2012년 11월 21일)

### 영상 작품
1. Made in Hawaii (1988년 3월 10일)
2. ほらね、春が来た〜ファーストコンサート (1988년 6월 20일)

## 여동생 유닛
AKB48의 파생 유닛인 와타리로카하시리타이(→와타리로카하시리타이7)이 우시로가미히카레타이의 여동생으로서 2009년부터 2014년까지 활동했다.

## 같이 보기
- 오냥코클럽
- 우시로유비사사레구미